# Werner Müller (Politiker, 1910)
Werner Müller (* 20. Oktober 1910 in Langen bei Darmstadt; † 27. Februar 1996 in Puchheim) war ein deutscher Politiker (CSU).
Müller besuchte die Volksschule und das Wittelsbacher-Gymnasium in München. 1931 begann er in einem Münchner Elektrohandwerksbetrieb, in dem er zuletzt als Prokurist arbeitete. Von November 1944 bis April 1945 saß er in einem Konzentrationslager. Ende 1945 war er Mitbegründer der CSU in München-Neuhausen, dort wurde er kurz darauf auch Orts- und -Kreisvorsitzender. Bei der CSU hatte er mehrere Funktionen inne, so saß er im Landesvorstand und im geschäftsführenden Landesvorstands der CSU, war zunächst zweiter und danach erster Landesschatzmeister, war außerdem stellvertretender Vorsitzender und von 1960 bis 1967 Vorsitzender des Münchner Bezirksverbandes sowie Vorsitzender des Sportbeirats. Am 13. September 1965 zog er in den Bayerischen Landtag ein, als Nachrücker für den verstorbenen Josef Gretschmann. Das Mandat hielt er bis 1974.